# Pedja Medenica
Predrag "Pedja" Medenica (* 27. Juni 1980 in Priština, SR Serbien, Sozialistische Föderative Republik Jugoslawien) ist ein bekannter serbischer Sänger, Komponist und Songwriter. Er wirkte an zahlreichen Projekten als Produzent und Textschreiber mit.

## Leben und Karriere
Medenica lebte bis 1999 in Priština. Aufgrund des Kosovokrieges zog er mit seiner Familie nach Niš, wo er jedoch nicht dauerhaft lebte. Kurz darauf zog er nach Bačka Palanka, wo er heute noch seinen Hauptwohnsitz hat. Bevor er 2013 seinen Durchbruch als Solokünstler schaffte, war er jahrelang als erfolgreicher Songwriter und Produzent tätig. Er wirkte an Projekten von bekannten Sängern mit, darunter Indira Radić, Aco Pejović sowie Saša Matić und Radiša Trajković Đani.
2013 startete er seine aktive Gesangskarriere. Zu seinen bekanntesten Liedern gehören Dođeš Mi U San, Neka Boli und Čisto da znaš.

## Diskografie

### Alben
- 2016: Bivši Čovek

### Singles
| - 2012: Imam Ljubav - 2013: Dođeš Mi U San - 2014: Samo Tuga Ostala (mit Indira Radić) - 2014: Na Pragu Ludila - 2015: Čisto da znaš - 2016: Bivši Čovek - 2016: Posle Tebe - 2016: Neka Boli - 2016: Gde Si - 2016: Samo - 2016: Ne Traži Me - 2016: Ne Lupaj Mala - 2016: Da Me Neko Pita | - 2016: Ove Duše Dve (mit Slađana Vujičić) - 2017: Ne Verujem Ja (mit Amadeus Band) - 2018: Mesec dana (mit Ministarke) - 2018: Nekada Lutka - 2019: Nek te čuva Bog - 2020: Kad ti duša misli - 2020: Praštaj Stari Moj - 2021: Ptice (mit Suzana Jovanović) - 2023: Zombie - 2023: Kralj noci (mit Uroš Živković) - 2024: Esma (mit Dado Polumenta) - 2024: Dva tri koraka - 2024: Ognjiste |